# Keller Mulde

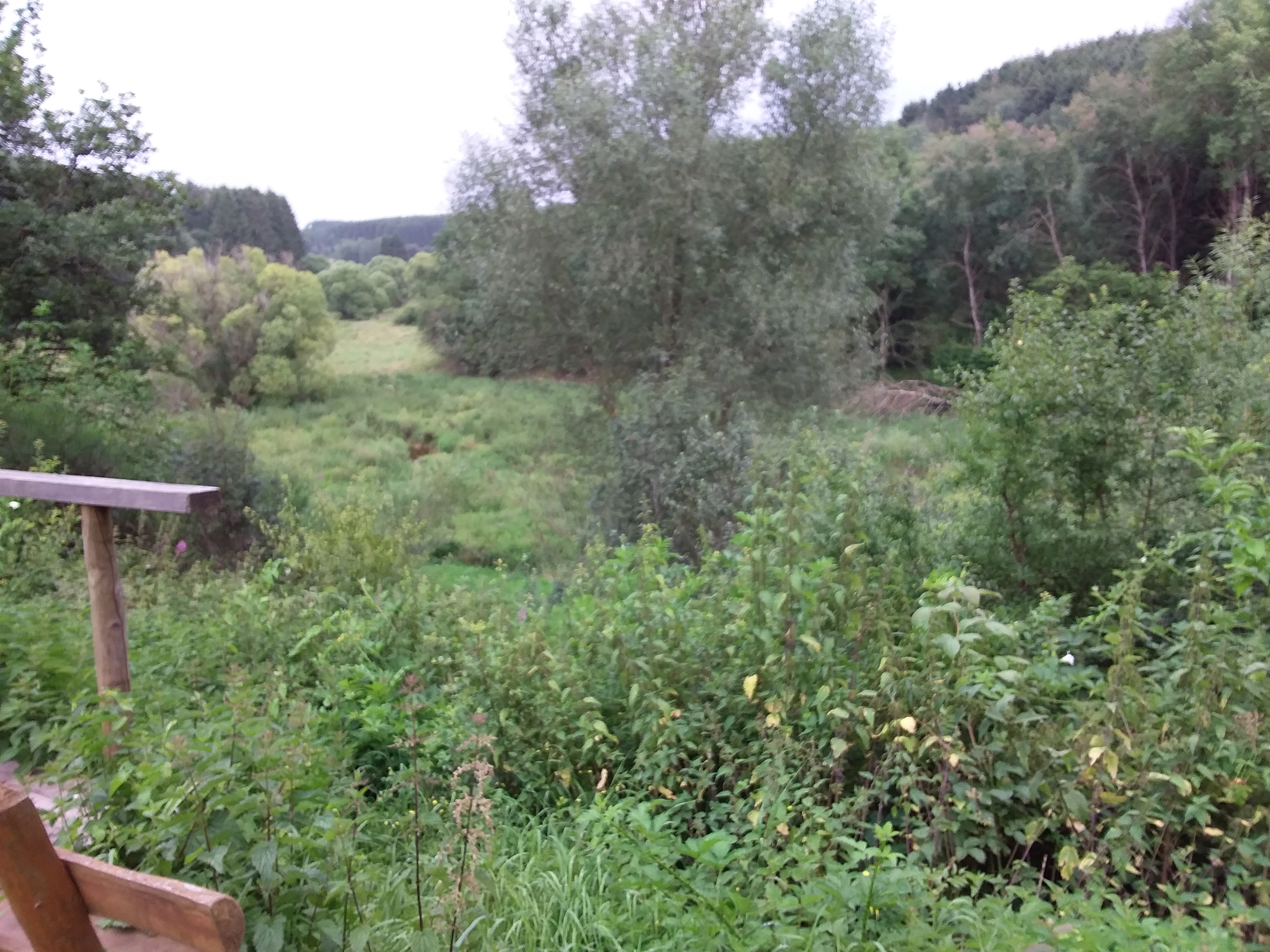
Naturschutzgebiet Keller Mulde

Die Keller Mulde mit einer Größe von 88,918 Quadratkilometern ist eine naturräumliche Einheit in Rheinland-Pfalz im Landkreis Trier-Saarburg.
In der Keller Mulde liegt das Naturschutzgebiet Keller Mulde mit Leh- und Rothbachtal, mit Laberg und Grammert. Es hat eine Größe von etwa 273 Hektar, umfasst Teile der Gemarkungen Kell am See, Waldweiler, Mandern und Schillingen und wurde im Jahre 1999 als Naturschutzgebiet ausgewiesen.